# Durchschnittsentgelt
Das Durchschnittsentgelt ist eine Rechengröße der Sozialversicherung. Es bezeichnet das Durchschnittseinkommen aller Versicherten im Sinne der deutschen Sozialversicherung.

## Festsetzung und Definition
Das Verfahren zur Festsetzung ist in § 69 Absatz 2 SGB VI geregelt.  Die Bundesregierung bestimmt demnach am Ende eines Kalenderjahres durch Rechtsverordnung unter Zustimmung des Bundesrats
1. das endgültige Durchschnittsentgelt des vorhergehenden Kalenderjahrs und

1. ein vorläufiges Durchschnittsentgelt für das kommende Kalenderjahr.

Das endgültige Durchschnittsentgelt wird festgelegt, indem das Durchschnittsentgelt des vorvergangenen Kalenderjahres mit der Entwicklung der Bruttolöhne und -gehälter je Arbeitnehmer fortgeschrieben wird.  Das Ergebnis ist dabei auf volle Euro zu runden. Das vorläufige Durchschnittsentgelt des folgenden Kalenderjahres wird ermittelt, indem unterstellt wird, die Löhne würden für das laufende und das folgende Kalenderjahr jeweils ebenso stark steigen wie für das Vorjahr ermittelt. Die im ersten Schritt verwendete Erhöhung der Löhne wird daher zweimal auf das zuvor festgelegte endgültige Durchschnittsentgelt des Vorjahres angewendet. Das Ergebnis ist auch hier auf volle Euro zu runden.
Im Dezember 2025 wird das  endgültige Durchschnittsentgelt des Jahres 2024 verbindlich festgeschrieben. Das vorläufige Durchschnittsentgelt des Jahres 2026 wird dann ermittelt, indem das gerade festgelegte Durchschnittsentgelt des Jahres 2024 zweimal mit der Lohnentwicklung erhöht wird. Die Ergebnisse werden jeweils auf volle Euro gerundet.
| Berechnung für Jahr | Endgültiges Durchschnittsentgelt des Ausgangsjahrs | Entwicklung der Bruttolöhne und -gehälter | Berechnung                              | Ergebnis nach Rundung                             |
| ------------------- | -------------------------------------------------- | ----------------------------------------- | --------------------------------------- | ------------------------------------------------- |
| 2016                | 35.363 € (Wert für 2015)                           | +2,33 % 2×(Erhöhung 2015 zu 2016)         | 35.363 € × (1 + 2×2,33 %) = 36.186,96 € | 36.187 € (=Endgültiges Durchschnittsentgelt 2016) |
| 2018                | 36.187 € (Wert für 2016)                           | +4,66 % (2×Erhöhung 2015 zu 2016)         | 36.187 € × (1 + 2×2,33 %) = 37.873,31 € | 37.873 € (=Vorläufiges Durchschnittsentgelt 2018) |

Die Bruttolöhne und -gehälter je Arbeitnehmer sind dabei die durch das Statistische Bundesamt ermittelten Bruttolöhne und -gehälter je Arbeitnehmer ohne Personen in Arbeitsgelegenheiten mit Entschädigungen für Mehraufwendungen nach der Systematik der Volkswirtschaftlichen Gesamtrechnung. Dies entspricht der im Rahmen der Rentenanpassung verwendeten Lohnanpassung. Um verzerrende Effekte auszuschließen, werden seit 2007 für die Fortschreibung die Auswirkungen der Arbeitsgelegenheiten mit Entschädigungen für Mehraufwendungen nach § 16d Abs. 7 SGB 2 (sog. „Ein-Euro-Jobs“) auf die Lohnentwicklung nicht mehr berücksichtigt.

## Zweck
Das Durchschnittsentgelt findet Verwendung zur Ermittlung der Entgeltpunkte für die Berechnung der Rentenanwartschaften aus der gesetzlichen Rentenversicherung, indem das persönliche Entgelt zum Durchschnittsentgelt des jeweiligen Kalenderjahres ins Verhältnis gesetzt wird. Ein Einkommen in Höhe des Durchschnittsentgeltes führt also zu einem Entgeltpunkt (EP). Der sogenannte ‚Eckrentner‘ ist ein fiktiver Arbeitnehmer, der 45 Jahre ein Einkommen immer in Höhe des Durchschnittsentgeltes hatte.
Die Bezugsgröße wird durch Aufrundung des Durchschnittsentgelts auf einen durch 420 teilbaren Betrag ermittelt.

## Umrechnungsfaktor (Anlage 10 SGB VI)
Solange die Einkommensverhältnisse in den alten Bundesländern und  im Beitrittsgebiet unterschiedlich sind, werden die niedrigeren Entgelte im Beitrittsgebiet mit einem Umrechnungsfaktor auf das Westniveau angehoben. Dadurch werden sie mit dem Durchschnittsentgelt vergleichbar. Der Umrechnungsfaktor wurde bis zum Jahr 2018 parallel zum Durchschnittsentgelt jährlich neu bestimmt und per Rechtsverordnung festgesetzt. Genau wie beim Durchschnittsentgelt wird für das laufende und das letzte Kalenderjahr ein vorläufiger Wert festgesetzt. Entgeltpunkte (Ost) werden ermittelt, indem das angehobene Entgelt zum Durchschnittsentgelt ins Verhältnis gesetzt wird.
Ab 2019 gilt durch das Gesetz über den Abschluss der Rentenüberleitung bis zum Jahr 2025 eine feste Tabelle zur Umrechnung des Durchschnittsentgeltes, welche in Anlage 10 SGB VI bereits festgeschrieben ist.
Die „Durchschnittsentgelte (Ost)“ sind keine real existierenden und ausgewiesenen Rechengrößen. Sie sind bloß ein Zwischenergebnis zur Berechnung der Umrechnungsfaktoren und hier nur zum Vergleich angegeben. Sie wurden berechnet, indem die Durchschnittsentgelte durch die Umrechnungsfaktoren desselben Jahres geteilt wurden.
Beispiel
Eine Arbeitnehmerin erzielt im Jahr 2005 im Beitrittsgebiet ein Arbeitsentgelt in Höhe von 24.000 Euro.
Hochgewertet auf Westniveau ergibt sich ein Entgelt von 24.000 Euro × 1,1827 = 28.384,80 Euro.
Dieses Entgelt ergibt: 28.384,80 Euro ÷ 29.202,00 Euro = 0,9720 Entgeltpunkte (Ost).

## Werte
| Jahr | West       | Ost        | Umrechnungsfaktor | Kommentar | Quelle |
| ---- | ---------- | ---------- | ----------------- | --- | ------ |
| 2025 | 50.493 EUR | 50.493 EUR |                   | Vorläufig bis 12/2026. Zur Berechnung wird erstmals die gesamtdeutsche Lohnzuwachsrate im Jahr 2023 von 6,44 % auf das endgültige Durchschnittsentgelt 2023/West angewendet. | [ 6 ]  |
| 2024 | 45.358 EUR | 44.732 EUR | 1,0140            | vorläufig bis 12/2025 | [ 7 ]  |
| 2023 | 44.732 EUR | 43.514 EUR | 1,0280            | | [ 6 ]  |
| 2022 | 42.053 EUR | 40.358 EUR | 1,0420            | | [ 7 ]  |
| 2021 | 40.463 EUR | 38.317 EUR | 1,0560            | | [ 8 ]  |
| 2020 | 39.167 EUR | 36.604 EUR | 1,0700            | | [ 9 ]  |
| 2019 | 39.301 EUR | 36.255 EUR | 1,0840            | | [ 10 ] |
| 2018 | 38.212 EUR | 33.699 EUR | 1,1339            | vorläufig: 1,1248 | [ 5 ]  |
| 2017 | 37.077 EUR | 32.598 EUR | 1,1374            | |        |
| 2016 | 36.187 EUR | 31.700 EUR | 1,1415            | |        |
| 2015 | 35.363 EUR | 30.744 EUR | 1,1502            | |        |
| 2014 | 34.514 EUR | 29.588 EUR | 1,1665            | |        |
| 2013 | 33.659 EUR | 28.617 EUR | 1,1762            | |        |
| 2012 | 33.002 EUR | 28.004 EUR | 1,1785            | |        |
| 2011 | 32.100 EUR | 27.342 EUR | 1,1740            | |        |
| 2010 | 31.144 EUR | 26.560 EUR | 1,1726            | |        |
| 2009 | 30.506 EUR | 26.047 EUR | 1,1712            | |        |
| 2008 | 30.625 EUR | 25.829 EUR | 1,1857            | |        |
| 2007 | 29.951 EUR | 25.294 EUR | 1,1841            | |        |
| 2006 | 29.494 EUR | 24.938 EUR | 1,1827            | |        |
| 2005 | 29.202 EUR | 24.691 EUR | 1,1827            | |        |
| 2004 | 29.060 EUR | 24.355 EUR | 1,1932            | |        |
| 2003 | 28.938 EUR | 24.230 EUR | 1,1943            | |        |
| 2002 | 28.626 EUR | 23.911 EUR | 1,1972            | |        |

### Historische Werte
Durchschnittsentgelt
| Jahr | Gesamt   |
| ---- | -------- |
| 1891 | 0.700 Mk |
| 1892 | 0.700 Mk |
| 1893 | 0.709 Mk |
| 1894 | 0.714 Mk |
| 1895 | 0.714 Mk |
| 1896 | 0.728 Mk |
| 1897 | 0.741 Mk |
| 1898 | 0.755 Mk |
| 1899 | 0.773 Mk |
| 1900 | 0.796 Mk |
| 1901 | 0.814 Mk |
| 1902 | 0.841 Mk |
| 1903 | 0.855 Mk |
| 1904 | 0.887 Mk |
| 1905 | 0.910 Mk |
| 1906 | 0.946 Mk |
| 1907 | 0.987 Mk |
| 1908 | 1.019 Mk |
| 1909 | 1.046 Mk |
| 1910 | 1.078 Mk |
| 1911 | 1.119 Mk |
| 1912 | 1.164 Mk |
| 1913 | 1.182 Mk |
| 1914 | 1.219 Mk |
| 1915 | 1.178 Mk |
| 1916 | 1.233 Mk |
| 1917 | 1.446 Mk |
| 1918 | 1.706 Mk |

| Jahr | Gesamt                                  |
| ---- | --------------------------------------- |
| 1919 | 2.010 Papiermark                        |
| 1920 | 3.729 Papiermark                        |
| 1921 | 9.974 Papiermark                        |
| 1922 | Keine Daten ausgewiesen, Inflationszeit |
| 1923 | Keine Daten ausgewiesen, Inflationszeit |
| 1924 | 1.233 RM                                |
| 1925 | 1.469 RM                                |
| 1926 | 1.642 RM                                |
| 1927 | 1.742 RM                                |
| 1928 | 1.983 RM                                |
| 1929 | 2.110 RM                                |
| 1930 | 2.074 RM                                |
| 1931 | 1.924 RM                                |
| 1932 | 1.651 RM                                |
| 1933 | 1.583 RM                                |
| 1934 | 1.605 RM                                |
| 1935 | 1.692 RM                                |
| 1936 | 1.783 RM                                |
| 1937 | 1.856 RM                                |
| 1938 | 1.947 RM                                |
| 1939 | 2.092 RM                                |
| 1940 | 2.156 RM                                |
| 1941 | 2.297 RM                                |
| 1942 | 2.310 RM                                |
| 1943 | 2.324 RM                                |
| 1944 | 2.292 RM                                |
| 1945 | 1.778 RM                                |
| 1946 | 1.778 RM                                |
| 1947 | 1.833 RM                                |

| Jahr | Gesamt    |
| ---- | --------- |
| 1948 | 02.219 DM |
| 1949 | 02.838 DM |
| 1950 | 03.161 DM |
| 1951 | 03.579 DM |
| 1952 | 03.852 DM |
| 1953 | 04.061 DM |
| 1954 | 04.234 DM |
| 1955 | 04.548 DM |
| 1956 | 04.844 DM |
| 1957 | 05.043 DM |
| 1958 | 05.330 DM |
| 1959 | 05.602 DM |
| 1960 | 06.101 DM |
| 1961 | 06.723 DM |
| 1962 | 07.328 DM |
| 1963 | 07.775 DM |
| 1964 | 08.467 DM |
| 1965 | 09.229 DM |
| 1966 | 09.893 DM |
| 1967 | 10.219 DM |
| 1968 | 10.842 DM |
| 1969 | 11.839 DM |
| 1970 | 13.343 DM |
| 1971 | 14.931 DM |
| 1972 | 16.335 DM |
| 1973 | 18.295 DM |
| 1974 | 20.381 DM |
| 1975 | 21.808 DM |
| 1976 | 23.335 DM |
| 1977 | 24.945 DM |
| 1978 | 26.242 DM |
| 1979 | 27.685 DM |
| 1980 | 29.485 DM |
| 1981 | 30.900 DM |
| 1982 | 32.198 DM |
| 1983 | 33.293 DM |
| 1984 | 34.292 DM |
| 1985 | 35.286 DM |
| 1986 | 36.627 DM |
| 1987 | 37.726 DM |
| 1988 | 38.896 DM |
| 1989 | 40.063 DM |
| 1990 | 41.946 DM |
| 1991 | 44.421 DM |
| 1992 | 46.820 DM |
| 1993 | 48.178 DM |
| 1994 | 49.142 DM |
| 1995 | 50.665 DM |
| 1996 | 51.678 DM |
| 1997 | 52.143 DM |
| 1998 | 52.925 DM |
| 1999 | 53.507 DM |
| 2000 | 54.256 DM |
| 2001 | 55.216 DM |